# NGC 3053
NGC 3053 est une galaxie spirale intermédiaire située dans la constellation du Lion. NGC 3053 a été découverte par l'astronome germano-britannique William Herschel en 1787.

## Caractéristiques
La classe de luminosité de NGC 3053 est I et elle présente une large raie HI. .

### Distance
Sa vitesse par rapport au fond diffus cosmologique est de 4 040 ± 23 km/s, ce qui correspond à une distance de Hubble de 59,6 ± 4,2 Mpc (∼194 millions d'al).
À ce jour, une vingtaine de mesures non basées sur le décalage vers le rouge (redshift) donnent une distance de 56,957 ± 1,752 Mpc (∼186 millions d'al), ce qui est à l'intérieur de la distance de Hubble.

### Classification
On ne voit pas de barre évidente sur l'image de l'étude SDSS, aussi le classement de spirale intermédiaire par le professeur Seligman semble mieux convenir que celui de spirale barrée préconisé par Wolfgang Steinicke et par la base de données NASA/IPAC.

### Radiogalaxie
Selon la base de données Simbad, NGC 3053 est une radiogalaxie

## Groupe de NGC 3060
NGC 3053 fait partie du groupe de NGC 3060. Ce petit groupe comprend au moins 3 galaxies : NGC 3053, NGC 3060 et UGC 5343.